# 상주향청
상주향청(尙州鄕廳)은 대한민국 경상북도 상주시 인봉동에 있는 향청이다. 1997년 9월 29일 경상북도의 문화재자료 제336호로 지정되었다.

## 개요
지방 양반들이 행정업무를 도우면서 향촌의 사회·정치적 지위를 유지하기 위하여 모였던 건물이다. 서울과 지방의 연결고리 구실을 하기도 했다. 1500년대 말에 현감 벼슬을 지내던 한순이 처음 세웠으나 임진왜란 때 없어졌고, 광해군 2년(1610)에 손자인 한진이 다시 세웠다고 한다. 그 뒤 여러 차례 고쳐 지었고 일제시대에는 일본군이 업무를 처리하던 곳으로 이용하였다. 1995년까지 상주시에서 업무를 처리하는 곳으로 사용하였다.
앞면 5칸·옆면 2칸 규모인데 건물 자체는 많이 훼손되었다.
지방 양반들이 이곳에서 향촌사회의 발전을 위해 자발적으로 참여했다는 점과 향청이 남아 있는 경우가 드물다는 점에서 가치가 높다.

## 같이 보기
- 향청

## 참고 자료
- 상주향청 - 국가유산청 국가유산포털